# Бурцев, Михаил Иванович (генерал-майор)
Михаи́л Ива́нович Бу́рцев (22 ноября 1907— 9 мая 2002) — советский и российский военный деятель, создатель службы спецпропаганды в Красной армии. Генерал-майор.

## Биография
Родился в ноябре 1907 года в поселке Красный Куст (ныне Судогодский район Владимирской области) старшим ребёнком в семье рабочего-стеклодува. Всего в семье было четыре сына и две дочери. Начал свою трудовую деятельность на стекольном заводе в качестве ученика, а затем стал шлифовщиком. Был одним из первых комсомольцев посёлка и создателем первого пионерского отряда. В 1925 году по «ленинскому призыву» вступил в ВКП(б).
Окончил советскую партийную школу. Учился в Ленинграде, где в 1932 году окончил Коммунистический политико-просветительский институт имени Н. К. Крупской, где познакомился со своей будущей женой — Анастасией Иосифовной, которая училась на библиотечном факультете.
По партийной мобилизации был призван в Красную Армию, где стал преподавателем Военной академии механизации и моторизации.
Поступил в Институт адъюнктов при Военно-политической академии имени В. И. Ленина, но не успел защитить диссертацию, поскольку был направлен на Халхин-Гол.
В 1939—1940 годах организовывал пропагандистскую войну против японских войск на Халхин-Голе (занимался созданием при 57-м особом стрелковом корпусе группы, а затем и политический отдел проводивший пропаганду на баргутском, монгольском и японском языках), и против финских во время советско-финской войны (начальник отделения специальной пропаганды политического отдела 13-й армии). С начала и до окончания Великой Отечественной войны возглавлял отдел (с августа 1944 года — управление) специальной пропаганды Главного политического управления Красной Армии, занимавшийся информационно-пропагандистской работой среди немецких войск. В 1944 году было присвоено воинское звание генерал-майора.
Автор книги «Прозрение» посвящённой работникам спецпропаганды в годы Великой Отечественной войны.
Работал в Военно-научном обществе при Центральном доме Советской Армии, а также был заместителем председателя Военно-научного совета
Скончался в Москве зимой 2002 года. Похоронен на Николо-Архангельском кладбище.

## Награды
- три ордена Красного Знамени
- орден Отечественной войны 1 степени
- два ордена Красной Звезды
- медали
- награды других стран

## Публикации
- Бурцев М. И. Опыт советской пропаганды среди войск и населения противника в период войны с белофиннами // Партийно-политическая работа в боевой обстановке: Сборник документов, изд. в боевой обстановке на Халхин-Голе / Полит. упр. Красной Армии. — М.: Воениздат, 1940. — 165 с.
- Бурцев М. И. Прозрение / Лит. запись Д. С. Фикса. — М.: Воениздат, 1981. — 320 с. — (Военные мемуары). — 65 000 экз.